# 12760 Максвелл
12760 Максвелл (12760 Maxwell) — астероїд головного поясу, відкритий 9 жовтня 1993 року.
Тіссеранів параметр щодо Юпітера — 3,207.